# 近畿大学附属広島高等学校・中学校福山校
近畿大学附属広島高等学校・中学校福山校（きんきだいがくふぞくひろしまこうとうがっこう・ちゅうがっこうふくやまこう）は、広島県福山市佐波町に立地する近畿大学附属の私立高等学校・中学校である。
通称は「近大（きんだい）」、「近福（きんぷく）」、「近大福山」など。設置者は学校法人近畿大学で、系列校ではあるが内部進学者は3～4割程度であり、他大学への進学等の実績もある。校歌は学校法人近畿大学に移管時から近畿大学と同じであったが、発足30周年を機に独自の校歌へ変更した。

## 沿革
- 1960年 - 元衆議院議員、元福山市長の藤井正男により、現在地において学校法人藤井学園を創立する。
- 1961年 - 福山電波工業高等学校（電気通信科、電子工業科）を設置。
- 1962年 - 電気科、工業経営科を増設。
- 1966年 - 普通科を増設。
- 1972年 - 学校法人近畿大学に移管し、近畿大学附属福山高等学校として発足。
- 1979年 - 電気通信科、電子工業科、電気科、工業経営科を廃止。
- 1986年 - 男女共学化。
- 1994年 - 近畿大学附属福山中学校を併設。
- 1996年 - 近畿大学附属福山高等学校東広島校舎を開設する。
- 1999年 - 近畿大学附属福山高等学校東広島校舎が独立し近畿大学附属東広島中学校・高等学校となる。
- 2001年 - 新校歌制定。
- 2009年 - 高校新校舎設置。
- 2011年 - 二号館・本館を解体、その跡地に新校舎およびサブグラウンドを建設開始。
- 2013年 - 校名を近畿大学附属広島高等学校・中学校福山校に変更[10]。

## 部活動
- 硬式野球部 - 過去に春1回・夏1回の甲子園出場（ともに初戦敗退）。
- 柔道部 - 金鷲旗高校柔道大会で優勝の経験もある。
- 卓球部 - 男女ともに全国大会に出場する。
- 陸上競技部 - 高校駅伝で女子部入賞経験がある。

## 著名な卒業生
福山電波工業高等学校時卒業生
- プロ野球選手
  - 浅野啓司（ヤクルト、巨人）
  - 岡田英雄（太平洋）
  - 村田兆治（ロッテ）
  - 世良賢治（ヤクルト）

近畿大学附属福山高等学校卒業生
- プロ野球選手
  - 吉岡知毅（ロッテ）
  - 岡田展和（西武､巨人､横浜）
  - 畠世周（巨人､阪神）
- 格闘家
  - 中村和裕（吉田道場）
- 柔道家
  - 岡田正行
  - 岡田龍司
  - 山崎茂樹
  - 竹村典久
  - 三谷浩一郎（NEXCO柔道部監督）
  - 山本旗六
  - 平岡拓晃（了徳寺学園職員、北京オリンピック60kg級代表、ロンドンオリンピック60kg級銀メダリスト）
  - 上口孝太
  - 佐々木伸次朗
  - 垣田恭兵
  - 川端龍
- 卓球
  - 村上恭和 - 卓球女子日本代表監督
- 音楽家（ミュージシャン）
  - Mas Sawada（元世良公則とツイストメンバー、音楽プロデューサー）
- 落語家
  - 柳家小八
- お笑い芸人
  - 伊勢浩二(BOOMER)

## 関連校
- 近畿大学附属高等学校・中学校（大阪府東大阪市）
- 近畿大学附属新宮高等学校・中学校（和歌山県新宮市）
- 近畿大学附属豊岡高等学校・中学校（兵庫県豊岡市）
- 近畿大学附属福岡高等学校（福岡県飯塚市）
- 近畿大学附属広島高等学校・中学校東広島校（広島県東広島市）
- 近畿大学附属和歌山高等学校・中学校（和歌山県和歌山市）

## 最寄駅
- トモテツバス近大附属広島高等学校・中学校福山校前バス停より徒歩5分[11][9]。
- JR福塩線備後本庄駅
- JR山陽本線福山駅